# Beggars Opera
I Beggars Opera sono un gruppo scozzese di rock progressivo melodico, che ebbe un effimero momento di notorietà agli inizi degli anni '70, rivaleggiando con i Nice e gli Emerson, Lake & Palmer nel riarrangiare celebri brani di musica classica in chiave moderna (Franz von Suppé, Wolfgang Amadeus Mozart, Gioachino Rossini). Pubblicati i primi quattro album in Inghilterra, nel 1973 i Beggars si trasferiscono in Germania, dove presentano altri due LP, prima di separarsi nel 1976.

## Formazione
- Martin Griffiths (voce);
- Alan Park (tastiere);
- Ricky Gardiner (chitarra, voce);
- Marshall Erskine (basso, fiati);
- Virginia Scott (tastiere);
- Raymond Wilson (batteria).

Con Waters of Change, Gordon Sellar prenderà definitivamente il posto di Marshall Erskine come bassista.

## Discografia
- Act One (1970);
- Waters of Change (1971);
- Pathfinder (1972);
- Get Your Dog Off Me (1973):
- Sagittary (1976);
- Beggars Can't Be Choosers (1977);
- Lifeline (1977).

## Curiosità
Ricky Gardiner suonerà poi per David Bowie ed Iggy Pop.
Il nome della band deriva da un'opera del poeta inglese John Gay (1728).